# Tiancheng, Chongqing
Tiancheng (kinesiska: 天城) är ett stadsdelsdistrikt i sydvästra Kina. Det ligger i stadsdistriktet Wanzhou i storstadsområdet Chongqing,  omkring 230 kilometer nordost om det centrala stadsdistriktet Yuzhong. Antalet invånare är 41 762. Befolkningen består av 22 681 kvinnor och 19 081 män. Barn under 15 år utgör 11,0 %, vuxna 15-64 år 78 %, och äldre över 65 år 9,0 %.